# Krazy Comics
Krazy Comics fou una revista catalana en llengua castellana d'informació, estudi i crítica del còmic, fundada per Juan Carlos Gómez, Kano, Tino Reguera i Alex Samaranch, la primera a Espanya en aconseguir una difusió normalitzada en els quioscs.

## Història editorial
La revista va publicar un total de 20 exemplars, 18 números regulars (2 d'ells dobles) i 1 número extraordiàri (denominat "anuari"), des d'octubre de 1989 fins a maig de 1991, amb periodicitat mensual i de manera ininterrompuda, i finalment un número extra, el darrer, publicat el desembre de 1993. L'editor fou Joan Navarro, i el director, redactor en cap i coordinador fou Tino Reguera. L'editorial de tots els números regulars i del primer número extra fou l'Editorial Complot, mentres que el darrer número extra fou editat per Kamandi Ediciones.

## Estructura
Els números ordinaris deguien de forma habitual la seguent estructura:
- Editorial
- Notícies: Europa, U.S.A.
- Novetats del mes
- Ressenyes: nacional, estranger, fanzines
- Dossier: diversos articles sobre un mateix tema, sèrie o personatge
- Altres: opinió, article, entrevista, tema del mes
- Hemeroteca
- Correu
- Compro, venc, canvio (ocasionalment)

A vegades, la resivstas incloïa portades, il·lustracions i còmic curts realitzats per autors autòctons com Cels Piñol (Gusa), Javier Olivares (Cuentos de la Estrella Legumbre) o Miguel Ángel Martín (Brian the Brain).

## Llistat d'exemplars
- N.º 1, octubre de 1989: Especial Batman
- N.º 2, novembre de 1989: 20 años de Marvel en España
- N.º 3, desembre de 1989: El Capitán Trueno
- Extra N.º 1, gener de 1990: Anuari
- N.º 4, gener de 1990: Especial años 80
- N.º 5, febrer de 1990: Especial Moore
- N.º 6, març de 1990: Keith Giffen, Angouleme
- N.º 7, abril de 1990: Gladstone
- N.º 8, maig de 1990: Black Kiss, Schuiten y Peeters, Roberto Alcázar y Pedrín
- N.º 9, juny de 1990: Especial Salón del Cómic
- N.º 10, juliol de 1990: Especial Serie Negra
- N.º 11-12, agost-setembre de 1990: Especial Miller-Sienkiewicz
- N.º 13, octubre de 1990: Especial Independientes Americanas
- N.º 14, novembre de 1990: Especial Humor
- N.º 15, desembre de 1990: Especial Terror
- N.º 16, gener de 1991: Dossier Cómic Japonés
- N.º 17-18, febrer-març de 1991: La Censura
- N.º 19, abril de 1991: Especial Clásicos
- N.º 20, maig de 1991: Especial Cómic Británico
- N.º Extra, octubre-novembre-desembre de 1993: Extra historieta y escritura (últim número)